# August-Martin Euler
August-Martin Euler (Kassel, 9 maggio 1908 – Bruxelles, 4 febbraio 1966) è stato un politico tedesco.

## Biografia
Fu ininterrottamente membro del Bundestag dal 1949 al 1958. Fu dapprima eletto nelle file del  Partito Liberale Democratico, e del gruppo parlamentare fu vicecapogruppo fino al 1955; nel 1956 lasciò il partito per fondare la Freien Volkspartei, che un anno dopo venne sciolta nella Deutsche Partei. Nel settembre del 1958 si dimise da parlamentare per diventare direttore generale del reparto approvvigionamenti di EURATOM. Gli subentrò Ludwig Schneider.
Fece anche parte del Landtag dell'Assia tra il 1946 ed il 1947, tra il 1950 ed il 1951 e tra il 1954 ed il 1958.
La figlia Maja Stadler-Euler seguì le orme del padre in politica.